# Карбид золота(I)
Карбид золота(I) — бинарное неорганическое соединение
золота и углерода с формулой Au2C2,
жёлтые кристаллы,
не растворяется в воде,
взрывоопасен.

## Получение
- Пропускание ацетилена через раствор дитиосульфатоаурата(I) натрия в концентрированном растворе аммиака[1]:

{\displaystyle {\mathsf {2Na_{3}[Au{(S_{2}O_{3})}_{2}]+H_{2}C_{2}+2NH_{3}\ {\xrightarrow {}}\ Au_{2}C_{2}\downarrow +3Na_{2}S_{2}O_{3}+{(NH_{4})}_{2}S_{2}O_{3}}}}

## Физические свойства
Карбид золота(I) образует жёлтые кристаллы, которые в сухом состоянии чрезвычайно взрывоопасны.
Не растворяется в воде.
С аммиаком образует аддукт вида Au2C2 · NH3 — взрывоопасные коричневые кристаллы.

## Химические свойства
- Разлагается соляной кислотой:

{\displaystyle {\mathsf {Au_{2}C_{2}+2HCl\ {\xrightarrow {}}\ 2AuCl+C_{2}H_{2}\uparrow }}}